# Deserto de Sim

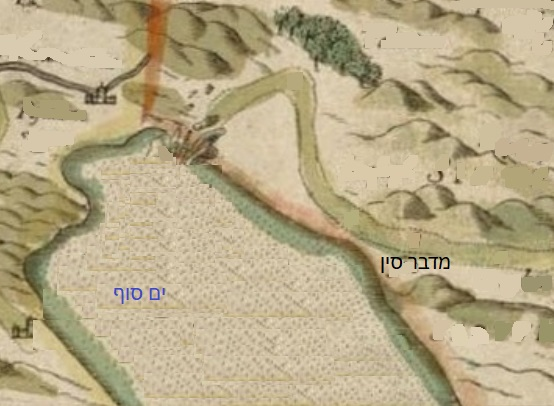
Mapa da região desértica

O deserto de Zim (em hebraico: מִדְבַּר סִין, Midbar Sin) é uma área geográfica mencionada na Bíblia como estando entre Elim e o Monte Sinai. Sim não se refere à pecaminosidade, mas é um palavra não traduzível que poderia ser traduzida como a lua. Estudiosos bíblicos suspeitam que o nome Sim aqui se refere à divindade-lunar semítica Sin, que era adorada amplamente ao redor de toda a periferia da Arábia pré-islâmica, o Levante e a Mesopotâmia.
A localização que a Bíblia se refere é desconhecida, como a sua determinação depende muito da localização do Monte Sinai. A identificação tradicional do Monte Sinai como Jabal Musa, um dos picos na ponta sul da península do Sinai, implicaria que o deserto de Sim seria provavelmente a estreita planície de el-Markha, que se estende ao longo da costa oriental do Mar Vermelho por vários quilômetros em direção ao promontório de Ras Mohammed, no entanto, a maioria dos estudiosos desde rejeitou estas identificações tradicionais. A identificação mais popular entre os estudiosos modernos, de Sinai como al-Madhbah em Petra, implicaria que o deserto de Sin foi de aproximadamente equatable com o Arabá central.
O deserto de Sim é mencionado na Bíblia como sendo um dos lugares que os israelitas vagaram durante seu êxodo, o deserto de Zim nome semelhante também é mencionado na Bíblia como tendo sido um local através do qual os israelitas viajaram. A Bíblia identifica Cades-Barnéia como tendo sido localizada no deserto de Zim, e a maioria dos estudiosos, bem como as fontes tradicionais, conseqüentemente identificar este deserto como sendo parte da planície. Portanto, é eminentemente possível que o deserto de Sin e no deserto de Zim, na verdade, são o mesmo lugar.
Os estados bíblicos narrativos que ao chegar ao deserto de Sim, os israelitas começaram a levantar objecções sobre a falta de comida, como já tinham consumido todo o trigo que trouxeram com eles do Egito. Segundo o relato, o Senhor ouviu as suas murmurações, e assim forneceu-lhes o maná e as codornizes abundante.
Mais tarde, eles deixaram o deserto de Sim e reclamou sobre a falta de água ao acampar em Refidim.